# Главный мышелов правительственной резиденции
Главный мышелов правительственной резиденции (англ. Chief Mouser to the Cabinet Office) — звание, присваиваемое коту, официально проживающему в резиденции премьер-министра Великобритании на Даунинг-стрит, 10. Кошки, нанимаемые мышеловами в резиденции британского правительства, жили в ней ещё с XVI века, но официальные записи о них ведутся лишь с 1929 года. Звание Главного мышелова было присвоено официально только одному из таких котов — Ларри, занимающему эту должность с 2011 года.

## История звания
Ретроспективно первой кошкой-мышеловом резиденции правительства считается питомец кардинала Томаса Уолси, занимавшего должность лорда-канцлера при короле Генрихе VIII. После принятия Закона о свободе информации 4 января 2005 года были опубликованы все записи о кошках, проживавших когда-либо в правительственной резиденции. Самая ранняя такая запись датируется 3 июня 1929 года, когда A.Э. Бэнхем из Казначейства разрешил руководителю персонала резиденции «тратить 1 пенни в день на содержание кошки». В апреле 1932 года пособие увеличилось до 1 шиллинга 6 пенсов (18 пенсов) в неделю, то есть чуть больше 2,57 пенса в день. К началу XXI века содержание мышелова обходилось в 100 фунтов стерлингов в год. Коты, живущие в резиденции, не обязательно принадлежат премьер-министру, а срок полномочий главного мышелова очень редко совпадает со сроком полномочий премьер-министра. Котом с самым долгим сроком пребывания на Даунинг-стрит является Питер III, который прослужил более 16 лет при пяти разных премьер-министрах: Клементе Эттли, Уинстоне Черчилле, Энтони Идене, Гарольде Макмиллане и Алеке Дугласе-Хьюме.
После отъезда с Даунинг-стрит в ноябре 1997 года кота Хамфри в резиденции десять лет не было кота-резидента. 11 сентября 2007 года в резиденцию въехала новая кошка — Сибил. Хозяином кошки являлся тогдашний канцлер казначейства Алистер Дарлинг, живший на Даунинг-стрит, 10 (тогдашний премьер-министр — Гордон Браун — жил в соседнем здании на Даунинг-стрит, 11). В январе 2009 года Сибил покинула резиденцию, а 27 июля 2009 года скончалась после непродолжительной болезни. В январе 2011 года, когда в резиденции не было кота, в здании были замечены крысы, которые, как сообщила ITN, «уже дважды пробегали по ступенькам дома во время телевизионного репортажа». Пресс-секретарь премьер-министра в тот момент заявил, что у персонала нет планов по привлечению кота для решения данной проблемы. Однако уже на следующий день «Би-би-си» сообщила, что пресс-секретарь заявил о «наличии среди персонала сторонников найма кота». 14 февраля 2011 года стало известно, что для решения проблемы на Даунинг-стрит был привезён кот по кличке Ларри. Газета London Evening Standard сообщила, что мышелов был выбран премьер-министром Дэвидом Кэмероном и его семьей в центре Battersea Dogs & Cats Home. Ларри занимает должность Главного мышелова и в настоящее время, причём он стал первым котом в резиденции, кому такое звание было присвоено официально. Сам термин «Главный мышелов правительственной резиденции» ранее также неофициально успел закрепиться за Хамфри после того, как он уехал из резиденции.

## Главный мышелов и эффект ореола
В 2004 году Роберт Форд, политолог из Манчестерского университета, рассказал о проведённом компанией YouGov опросе, посвящённом реакции людей разных политических взглядов на кота с Даунинг-стрит. Участникам опроса показывали фотографию тогдашнего Главного мышелова Хамфри и рассказывали о его хозяине: части участников говорили, что это кот Маргарет Тэтчер (состояла в Консервативной партии), а другой части — что это питомец Тони Блэра (член Лейбористской партии). Симпатии к коту разделились по партийному признаку: консерваторам кот нравился гораздо больше, когда им говорили, что он принадлежит Тэтчер, а лейбористам — когда им говорили, что он принадлежит Блэру. Роберт Форд пришёл к выводу, что партийная принадлежность формирует реакцию на все действия политика, какими бы тривиальными они ни были, в том числе заведение кота. Подобное явление называется эффектом ореола.

## Список Главных мышеловов
| Имя                | Начал службу | Закончил службу | Премьер-министр(ы)                                                                     | Ссылки               |
| ------------------ | ------------ | --------------- | -------------------------------------------------------------------------------------- | -------------------- |
| Вексель            | 1924         | около 1930      | Рамсей Макдональд                                                                      | [ 21 ]               |
| Питер              | 1929         | 1946            | Стэнли Болдуин, Рамсей Макдональд, Невилл Чемберлен, Уинстон Черчилль, Клемент Эттли   | [ 8 ]                |
| Мюнхенский Мышелов | 1937—1940    | 1943            | Невилл Чемберлен, Уинстон Черчилль                                                     | [ 22 ] [ 23 ]        |
| Нельсон            | 1940-е       | 1940-е          | Уинстон Черчилль                                                                       | [ 23 ] [ 24 ]        |
| Питер II           | 1946         | 1947            | Клемент Эттли                                                                          | [ 8 ]                |
| Питер III          | 1947         | 1964            | Клемент Эттли, Уинстон Черчилль, Энтони Иден, Гарольд Макмиллан, Александр Дуглас-Хьюм | [ 8 ]                |
| Пета               | 1964         | около 1976      | Александр Дуглас-Хьюм, Гарольд Вильсон, Эдвард Хит                                     | [ 8 ]                |
| Уилберфорс         | 1973         | 1987            | Эдвард Хит, Гарольд Вильсон, Джеймс Каллаган, Маргарет Тэтчер                          | [ 25 ]               |
| Хамфри             | 1989         | 1997            | Маргарет Тэтчер, Джон Мейджор, Тони Блэр                                               | [ 26 ]               |
| Сибил              | 2007         | 2009            | Гордон Браун                                                                           | [ 27 ] [ 28 ]        |
| Ларри              | 2011         | настоящее время | Дэвид Кэмерон, Тереза Мэй, Борис Джонсон, Лиз Трасс, Риши Сунак, Кир Стармер           | [ 29 ] [ 30 ] [ 31 ] |
| Фрейа              | 2012         | 2014            | Дэвид Кэмерон                                                                          | [ 29 ] [ 30 ]        |

## Комментарии
1. ↑  Ранее также Кот-резидент (англ. Home Office cat)[3][4][5]
2. ↑  Речь идёт о так называемых «старых пенни[англ.]» (англ. old penny, d), использовавшихся до 1971 года.